# Ca la Júlia
Ca la Júlia és una casa de Torrelavit (Alt Penedès) inclosa a l'Inventari del Patrimoni Arquitectònic de Catalunya.

## Descripció
Edifici situat a l'interior del nucli urbà de Terrassola. El conjunt d'edificis del nucli urbà són interessants per la composició de la façana, les seves galeries, les decoracions florals o els coronaments (ondulats o esglaonats).